# ЕР1
Електропоїзд ЕР1 (рос. электропоезд рижский, ЭР1) — електропоїзд, призначений для приміського сполучення  на магістральних залізницях з шириною колії 1520 мм, електрифікованих постійним струмом номінальною напругою в контактній мережі 3000 В. Випускався з 1957 по 1962 роки на Ризькому вагонобудівному заводі для залізниць СРСР.

## Склад електропоїзда
Електропоїзд може бути зібраний мінімум з 4 вагонів.
Вагони поділяються на такі:
- Головні — вагони, в торцевій частині яких розташована кабіна керування електропоїздом. Інша частина вагону — пасажирський салон. Тягових двигунів моторний вагон не має. В підвагонне обладнання входить в основному акумуляторна батарея, динамотор, компресор та інші електричні апарати.
- Моторні — вагони, які мають тягові двигуни. Із головних вагонів виконується побічне керування останніми. Кожний моторний вагон має струмознімач, швидкодіючий вимикач та інше силове електричне обладнання.
- Причепні — вагони, які не мають ні кабіни керування, ні тягових електродвигунів. Проте в підвагонне обладнання цих вагонів входить компресор та динамотор.

На кожний моторний вагон повинен бути один причепний або головний. Два вагони між собою об'єднують секцію. Моторний вагон живить причепний напругою 3000 В, а причепний (чи головний), приєднаний до цього моторного, перетворює цю напругу на 50 В для ланцюгів керування і 1500 В для живлення двигуна компресора, який качає стиснуте повітря в повітряну систему електропоїзда.